# Karamoko Bamba
Pour les articles homonymes, voir Bamba.
Karamoko Bamba, né le 9 décembre 1996,, est un coureur cycliste ivoirien.

## Biographie
En 2012, Karamoko Bamba se distingue dans son pays en remportant une étape du Tour de l'Or Blanc, à seulement dix-sept ans. L'année suivante, il participe à plusieurs compétitions juniors (moins de 19 ans) en Europe avec l'équipe du Centre mondial du cyclisme.
Lors de la saison 2016, il domine le Tour de l'Est International en remportant trois étapes ainsi le classement général de l'épreuve. Il s'impose par ailleurs sur une étape du Tour du Faso. 

## Palmarès
- 2012
  - 8e étape du Tour de l'Or Blanc
- 2015
  - 2e du championnat de Côte d'Ivoire sur route
- 2016
  - Tour de l'Est International :
    - Classement général
    - 1re, 7e et 10e étapes

  - 4e étape du Tour du Faso
- 2018
  - 3e du Tour du Togo
- 2021
  - Tour de l'Est International :
    - Classement général
    - 3e et 6e étapes
- 2022
  - 6e étape du Tour de Côte d'Ivoire

## Classements mondiaux
| Année           | 2015 | 2016 | 2017 |
| --------------- | ---- | ---- | ---- |
| UCI Africa Tour | 66e  |      | 166e |